# Jean-Luc Moulène
Pour les articles homonymes, voir Moulène.
Jean-Luc Moulène est un artiste contemporain français, né à Reims le 28 décembre 1955. Il vit et travaille à Paris depuis 1975.

## Biographie
Étudiant aux Beaux-Arts de Versailles où il rencontre notamment Michel Journiac au milieu des années 1970, Jean-Luc Moulène poursuit sa formation à l’Université Paris 1 et obtient une maîtrise en Arts-Plastiques en 1979. Il exerce ensuite pendant une dizaine d’années la profession de conseiller artistique dans le groupe Thomson.
En 1989, il décide de se consacrer essentiellement à ses activités de création. Il enseigne d’abord à l'École Nationale de Communication, d'Art et de Design de Nancy, puis à l'École Supérieure Art et Design d'Amiens et enfin à l'École d'Art de Grenoble.
Il renonce à l’enseignement en 1999 et se consacre depuis exclusivement à son activité artistique.
Les premières expositions significatives de Moulène ont lieu à Paris, à la galerie J & J Donguy, en 1985 puis en 1989. Représenté par la Galerie Anne de Villepoix, il acquiert ensuite rapidement une dimension européenne avec des expositions en Belgique, en Allemagne, en Grèce, en Espagne, en Pologne... À partir de la fin des années 1990 et après avoir rejoint la Galerie Chantal Crousel au début des années 2000, il expose également en Asie, au Moyen-Orient et en Amérique latine, en particulier au Japon, au Liban, au Brésil et au Mexique. Sa première grande exposition personnelle en Amérique du Nord, organisée par la Dia:Beacon, a lieu en 2011.

### Prise de position
Le 23 février 2021, il signe la tribune publiée par la revue Art Press, en soutien à Claude Lévêque, accusé de viol sur mineurs.

## Œuvre
Au fil de plus de trente années de production, l’œuvre de Jean-Luc Moulène est très diversifiée. Constituée à ses débuts de dessins, elle comprend aussi quelques peintures, de très nombreuses photographies, des affiches, des éditions spéciales de journaux, des brochures, des livres et des objets et sculptures.
Parmi les photographies, beaucoup forment des séries. La série des Disjonctions couvre une période de plus d'une dizaine d'années, jusqu’au début des années 1990. Elle est suivie de la série des Objets de grève, acquise par le Centre Georges-Pompidou en 2003, puis de la série des Produits de Palestine.
À la fin des années 1990, il collabore avec l'artiste Philippe Pasqua, qui repeint sur ses photographies, notamment ses clichés de la cathédrale Notre-Dame de Paris.
En 2005, il présente la série Les filles d’Amsterdam à la Galerie nationale du Jeu de Paume de Paris et une série de photographies de 24 statuettes des collections du Louvre dans les sous-sols du musée. Plus récemment, il publie sous forme d’ouvrage une série réalisée sur plus de 15 ans consacrée à Fénautrigues, une petite commune du Lot proche de Saint-Céré. À partir du milieu des années 2000, ses expositions mêlent de plus en plus fréquemment dessins, photographies et objets. En 2010, il participe d'ailleurs à une exposition au musée Bourdelle explicitement dédiée à la sculpture et, en 2011, réalise deux objets monumentaux, Body et Body versus Twizy, produits par Renault.
De même, l'exposition monographique que lui consacre le Centre Pompidou en 2016 présente pour l'essentiel des objets, qui mêlent formes et matières et « où se confrontent science et art, design et technique ».
Artiste exigeant, réputé difficile, parfois controversé, Jean-Luc Moulène accumule patiemment une œuvre qui, au-delà de sa diversité, exprime tout à la fois une réflexion permanente sur la condition de l’artiste dans la société, une critique radicale à l’encontre des manipulations et des séductions de la représentation et une recherche formelle souvent non dénuée d’humour ou de dérision.